# Leabrooks
Leabrooks – wieś w Anglii, w hrabstwie Derbyshire, w dystrykcie Amber Valley.